# Alchemilla vincekii
Alchemilla vincekii é uma espécie de rosácea do gênero Alchemilla, pertencente à família Rosaceae.